# Agustina Casanova
Agustina Casanova (Buenos Aires, 26 de agosto de 1985) es una periodista, conductora, modelo e influente argentina. Ella fue parte de los noticieros de Telefe, en Telefe noticias.

## Carrera profesional
Estudió la carrera de periodismo en la escuela TEA y la Universidad del Salvador. Se inició en la emisora Magazine para la que realizó diferentes trabajos. Luego trabajó en el Canal CM y en 2009 como corresponsal en Buenos Aires, Argentina del canal E!.
Entre 2011 y 2012 forma parte del programa deportivo Tiempo extra, emitido por la cadena TyC Sports.
Conduce en ocasiones algunas ediciones de Telefe Noticias y desde 2011 hasta 2023 se desempeñó como columnista de espectáculos y Telefe noticias a las 20.
En 2014 llegó a la conducción de Telefe noticias a las 13.
En 2016-2020, conduce el programa TardeXtra los sábados de 13 a 15 por el canal de noticias C5N.
Desde 2019 hasta 2020 condujo el programa de Disney Channel " Disney Planet News" junto con Bruno Heder. 
Desde el 5 de marzo de 2020 conduce ESPN Redes con Leandro Leunis.

## Televisión
| Año             | Título                   | Canal      | Notas        |
| --------------- | ------------------------ | ---------- | ------------ |
| 2009-2010       | Wild on latino           | E!         | Corresponsal |
| 2010            | Nico Trasnochado         | El Trece   | Columnista   |
| 2011-2012       | Tiempo extra             | TyC Sports | Columnista   |
| 2011-2014       | Baires Directo           | Telefe     | Columnista   |
| 2012-2014       | Diario de Medianoche     | Telefe     | Columnista   |
| 2012-2017, 2022 | Telefe noticias a las 13 | Telefe     | Columnista   |
| 2012-2023       | Telefe noticias a las 20 | Telefe     | Columnista   |
| 2012            | Graduados: La Gala       | Telefe     | Conductora   |
| 2016, 2018      | El gran bartender        | Telefe     | Conductora   |
| 2016-2020       | TardeXtra                | C5N        | Conductora   |
| 2020-2021       | ESPN Redes               | ESPN 2     | Conductora   |
| 2020            | El precio justo          | Telefe     | Panelista    |
| 2021-2022       | SportsCenter             | ESPN       | Conductora   |
| 2022            | La previa Tini Tour 2022 | Star+      | Conductora   |

## Radio
| Año           | Programa      | Emisora         |
| ------------- | ------------- | --------------- |
| 2014-2019     | Morning Time  | Radio La Red    |
| 2020-2021     | "Agus Time"   | Radio Rivadavia |
| 2022-presente | "Agus Time 2" | Radio 10        |

## Publicidades
| Año  | Empresa     | Lema                              |
| ---- | ----------- | --------------------------------- |
| 2010 | Burger King | Antes de convidar, fijate bien    |
| 2021 | Megacistín  | Salud y belleza desde el interior |